# Anton von Lorch
Carl Otto Anton von Lorch (geboren am 13. Februar 1807 vermutlich in Mühlhausen/Thüringen; gestorben am 4. März 1859 vermutlich in Schönstedt):761 war 1838 vertretungsweise Landrat des Landkreises Düsseldorf:290 und Gutsbesitzer zu Schönstedt.:761

## Abstammung
Nach Ernst von Oidtman präsumiert die Familie von Lorch aus dem alten Rittergeschlecht der „Hilchen von Lorch“ abzustammen, weshalb auch der Name Hilchen häufiger anzutreffen sei. Mit dieser Familie habe sie indes nichts gemein.:760
Anton von Lorch wurde als Sohn des aus Galizien stammenden Philipp von Lorch (geboren 10. Mai 1759 in Wilitschka; gestorben 21. Dezember 1822 in Frankfurt an der Oder) und dessen Ehefrau Antonia Luise Eleonora Johanna Lorch, geborene von Hymnen (geboren 2. Januar 1782; gestorben 21. Februar 1807) geboren. Er hatte einen älteren Bruder, den Königlich Preußischen Premier-Leutnant a. D. Ludwig von Lorch (geboren 18. Juni 1805 in Mülhausen in Sachsen; gestorben 23. Mai 1870 in Osnabrück), der als Gutsbesitzer und Eigentümer der Burg Ariendorf zu Ariendorf lebte.:761 1834 beantragte Anton Lorch erfolglos die Eintragung seiner Familie in die Adelsmatrikel für die Rheinprovinz. Er konnte keine Beweise für seinen Adel beibringen.:760

## Leben und Werdegang
Anton von Lorch studierte Rechtswissenschaft. An der Rheinischen Friedrich-Wilhelms-Universität Bonn wurde er im Corps Borussia aktiv. Nach dem Studium trat er in den Preußischen Verwaltungsdienst ein, wo er im Mai 1830 als Auskultator in Hamm tätig war. 1833/34 fand er Beschäftigung als Regierungsreferendar bei der Königlich Preußischen Regierung in Köln, 1835 in gleicher Stellung in Düsseldorf. Während der Vakanz in der Verwaltung des Landkreises Düsseldorf, nach dem Ausscheiden von Friedrich Freiherr von Laßberg und in Unterbrechung der auftragsweisen Vertretung durch Franz Graf von Spee führte Anton von Lorch vor der Einführung von Emmerich Freiherr Raitz von Frentz vom 20. Juni bis zum 31. Dezember 1838 vertretungsweise die dortigen Dienstgeschäfte. Nach seiner Heirat verzog er unweit seines Bruders nach Koblenz, bevor er um 1845/1847 zunächst nach Erfurt und schließlich nach Schönstedt übersiedelte.:761

## Familie
Der Protestant Anton von Lorch heiratete am 17. April 1842 in Düsseldorf Auguste von Natzmar (geboren 16. Dezember 1817 in Mars la Tour; gestorben 17. März 1861 in Schönstedt). Aus ihrer Ehe gingen fünf Kinder hervor. Auguste von Lorch, die 1844 in Koblenz geboren wurde, heiratete 1872 in Ariendorf den in San Francisco lebenden Kaufmann Bernhard von Ammon. Der Premier-Leutnant im 71. Infanterie-Regiment Ernst von Lorch wurde 1845 ebenfalls in Koblenz geboren. 1847 folgte in Erfurt sein Bruder Georg, während die beiden jüngsten Geschwister Antonia (1850) und Hilchen (1854) in Schönstedt zur Welt kamen.:761